# 中国—约旦关系
中国—约旦关系（阿拉伯语：العلاقات الصينية الأردنية），是指歷史上的中國和約旦、以至中华人民共和国和約旦哈希姆王国之間的雙邊關係。雙方的外交關係始於1977年4月7日，中华人民共和国与约旦哈希姆王国建交后，开始派遣中华人民共和国驻约旦特命全权大使。

## 官方關係
中华人民共和国在取代中華民國在國際上的地位後，於1977年4月7日始与约旦哈希姆王国建立外交關係，开始派遣中华人民共和国驻约旦特命全权大使。2015年9月，中約兩國建立戰略夥伴關係。
中方訪約的有：全國政協副主席羅豪才（2007年6月，出席“中阿合作論壇”第二屆企業家大會），中共中央政治局常委、全國政協主席賈慶林（2008年11月），國務委員兼公安部長孟建柱（2009年5月），中共中央政治局常委賀國強（2009年6月），外交部長楊潔篪（2009年8月），中國對外友好協會會長陳昊蘇（2010年3月），全國人大常委會副委員長韓啟德（2012年2月），中共中央政治局委員、全國政協副主席王剛（2012年5月），中共中央政治局常委、全國政協主席俞正聲（2014年11月），國務委員王勇（2016年5月），國務院副總理劉延東（2017年4月），外交部長王毅（2017年6月），全國人大常委會副委員長向巴平措（2017年7月），全國政協副主席陳曉光（2018年9月）。
約方訪華的有：阿卜杜拉二世國王（曾於2007年10月、2008年9月、2013年9月訪華，2015年9月來華出席中國—阿拉伯國家博覽會），參議長米斯里（2011年6月），外交與僑務大臣朱達（2013年12月），參議長拉瓦比德（2015年5月），公安總局局長阿提夫（2016年10月），外交與僑務大臣薩法迪（2017年9月，2018年7月訪華並出席中阿合作論壇第八屆部長級會議）。

## 雙邊經貿
1979年5月，中约两国签订贸易协定。中華人民共和國是約旦的主要進口國，占約旦進口總額的9.4%。2022年，中約貿易總額為64.51億美元，同比增長46.08%，其中中國出口額為57.07億美元，進口額為7.44億美元，分別同比增長43%、75%。中華人民共和國对約旦主要出口机电产品、通讯器材、纺织服装。從約旦主要進口鉀肥。

## 文化交流
1979年，中约两国签署文化合作协定。2009年，约旦大学开设中文本科班。2013年5月，中华人民共和国国际广播电台约旦安曼FM94.5调频台正频率落地项目正式开播，24小时播出阿拉伯语节目。2018年1月，中国与约旦签署《中华人民共和国政府和约旦哈希姆王国政府关于在约旦设立中国文化中心的协定》，2021年安曼中国文化中心启用。中华人民共和国在约旦设有两所孔子学院，分别是安曼TAG孔子学院和费城大学孔子学院。

## 民間交流
2003年10月，中华人民共和国與约旦相互签署《关于中华人民共和国旅游团队赴约旦旅游实施方案的谅解备忘录》。2004年12月，中华人民共和国旅游团队赴约旦旅游业务启动。2009年2月，约旦对中华人民共和国公民提供落地签证待遇。